# Filip Meirhaeghe
Filip Meirhaeghe (Gante, 5 de marzo de 1971) es un deportista belga que compitió en ciclismo de montaña en la disciplina de campo a través.
Participó en los Juegos Olímpicos de Sídney 2000, obteniendo una medalla de plata en la prueba de campo a través. Ganó 4 medallas en el Campeonato Mundial de Ciclismo de Montaña entre los años 1998 y 2003, y una medalla de oro en el Campeonato Europeo de Ciclismo de Montaña de 2000.

## Palmarés internacional
| Juegos Olímpicos   | Juegos Olímpicos          | Juegos Olímpicos  | Juegos Olímpicos |
| Año                | Lugar                     | Medalla           | Competición      |
| ------------------ | ------------------------- | ----------------- | ---------------- |
| 2000               | Sídney (Australia)        | Medalla de plata  | Campo a través   |
| Campeonato Mundial |                           |                   |                  |
| Año                | Lugar                     | Medalla           | Competición      |
| 1998               | Mont-Sainte-Anne (Canadá) | Medalla de bronce | Campo a través   |
| 1999               | Åre (Suecia)              | Medalla de bronce | Campo a través   |
| 2002               | Kaprun (Austria)          | Medalla de plata  | Campo a través   |
| 2003               | Lugano (Suiza)            | Medalla de oro    | Campo a través   |
| Campeonato Europeo |                           |                   |                  |
| Año                | Lugar                     | Medalla           | Competición      |
| 2000               | Rhenen (Países Bajos)     | Medalla de oro    | Campo a través   |